# Cárcel del Condado de Coosa
La Cárcel del Condado de Coosa es una antigua cárcel ubicada en Rockford, Alabama, Estados Unidos. Es la cárcel de piedra más antigua existente en Alabama.

## Historia
La construcción de la cárcel fue autorizada en 1839, cuatro años después de que la sede del condado de Coosa fuera trasladada a Rockford. Se completó en agosto de 1842, a un costo de $ 2,745. La cárcel mide 20 por 40 pies (6 por 12 metros), con una chimenea en un extremo. Hay dos puertas, en los lados norte y este. La edificación fue agregado al Registro Nacional de Lugares Históricos en 1974.